# Amancy
Amancy é uma comuna francesa na região administrativa de Auvérnia-Ródano-Alpes, no departamento de Alta Saboia. Estende-se por uma área de 8,62 km². Em 2010 a comuna tinha 2 767 habitantes (densidade: 321 hab./km²).